# Edge of the World
Edge of the World – drugi solowy album studyjny gitarzysty Glenna Tiptona, znanego przede wszystkim z występów w grupie muzycznej Judas Priest. Wydany został w 2006 roku nakładem Rhino Records.
Jest to wydawnictwo poświęcone dwóm muzykom – perkusiście Cozy'emu Powell'owi oraz basiście Johnowi Entwistle, którzy współpracowali z Glennem Tiptonem podczas realizacji płyty, a zmarli przed jej ukazaniem się na rynku muzycznym. Gościnnie w nagraniach udział wziął Don Airey, który zagrał na instrumentach klawiszowych.
Dochód ze sprzedaży został przeznaczony na leczenie dzieci chorych na raka.

## Lista utworów
1. Unknown Soldier
2. Friendly Fire
3. The Holy Man
4. Never Say Die
5. Resolution
6. Searching
7. Give Blood
8. Crime Of Passion
9. Walls Cave In
10. Edge Of The World
11. Stronger Than The Drug